# Jacopo Morelli

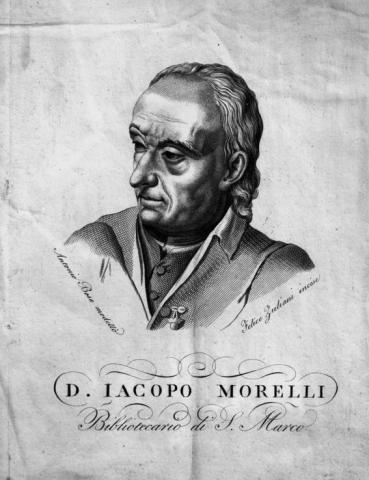
Porträt Jacopo Morellis (Angelo Zendrini: Elogio di Jacopo Morelli, Regia stamperia, Mailand 1822)

Jacopo Morelli (* 15. April 1745 in Venedig; † 5. Mai 1819 ebenda) war Dominikaner und ab 1778 mehr als vier Jahrzehnte lang Direktor der Biblioteca Nazionale Marciana zu Venedig.
Morelli entstammte einer Familie, die aus dem Tessin nach Venedig ausgewandert war. Auf Wunsch seines Vaters wurde er Kleriker. Seine Ausbildung erfuhr er bei den Jesuaten an den Zattere in seiner Heimatstadt, wo er Latein und Griechisch lernte. Durch Gian Bernardo De Rubeis (1687–1775), einen der gebildetsten Bibliophilen Europas, lernte er die Bibliotheken der Stadt kennen, zu denen neben kirchlichen Einrichtungen vor allem diejenigen in den patrizischen Häusern der Stadt zählten.
Als De Rubeis starb, war Morelli bereits für seine Kenntnisse klassischer und zeitgenössischer Autoren sowie für die Veröffentlichung von Bibliothekskatalogen bekannt. 1771 brachte er den ersten Teil des Katalogs der Bibliothek Tommaso Giuseppe Farsettis heraus (der zweite Teil erschien 1788). Es folgte 1776 der Katalog der Bibliothek des Adligen Giacomo Nani, deren Codices mit lateinischen Werken besonders wertvoll waren. Dabei beschränkte sich Morelli nicht auf die Katalogisierung, sondern machte sich vielfach selbst zum Herausgeber. Dabei versah er die Texte mit Anmerkungen. 1774 publizierte er sein Opus Della pubblica libreria di san Marco in Venezia. Dissertazione storica. Diese spätere Nationalbibliothek erhielt schon seit Bessarion zahlreiche Zuwendungen, doch erst mit dem Gesetz von 1603, das den venezianischen Verlegern vorschrieb, immer ein Exemplar der Marciana zu überlassen, wuchs die Bibliothek rapide an. Durch seine Dissertazione empfahl er sich als Nachfolger des Bibliothekars Anton Maria Zanetti (1706–1778). Beigesetzt wurde er auf dem Friedhof von San Michele in Isola.
Entscheidend wurde die Förderung durch Tommaso Giuseppe Farsetti (1720–1791), der Morelli auch finanziell unterstützte, etwa um Aufenthalte in Padua in den Jahren 1775 bis 1778 zu ermöglichen. Dadurch ergaben sich Kontakte in die europäische Gelehrtenwelt, die sich in seiner überlieferten Korrespondenz niederschlugen.
Morelli wurde nicht nur Leiter der Bibliothek, sondern war ab 1792 für die gesamte Einfuhr von Büchern zuständig. Doch mit dem Ende der Republik im Jahr 1797 begann die Verarmung vieler Adelshäuser, die ihre Kunstschätze und auch Bücher verkaufen mussten. Auch konfiszierten die französischen Behörden wertvolle Druckwerke und Handschriften. Morelli kaufte für die Bibliothek zahlreiche Werke, fertigte aber auch Listen an, mit denen es gelang, viele Bücher und Manuskripte, die nach Paris verbracht worden waren, zurückzuholen. Darüber hinaus musste Morelli den Umzug der Bibliothek aus dem Dogenpalast an den heutigen Standort organisieren. Dabei handelte es sich um mehr als 50.000 Druckwerke und über 5.000 Handschriften.
Die umfangreiche Korrespondenz Morellis zeigt, wie komplex diese Aufgaben waren. Dabei scheute sich auch der Papst nicht, wegen der Identifizierung von Handschriften bei dem berühmten Bibliothekar anzufragen. In seinem Testament vermachte Morelli seine umfangreiche persönliche Sammlung der Bibliothek, damit sie der Öffentlichkeit zugänglich gemacht werde. Dabei handelte es sich um 1243 Druckwerke und etwa 600 Handschriften.